# Sociología en China
En la República Popular China, el estudio de la sociología ha sido desarrollando regularmente desde su restablecimiento en 1979 (previamente había sido prohibida por las autoridades comunistas por razón de ser una pseudociencia burguesa). La sociología china tiene un gran enfoque en la sociología aplicada, y se ha convertido en una fuente de información importante para diseñadores de políticas chinas.

## Historia
La sociología se convirtió en sujeto de interés académico en China durante los años 1920. Sin embargo, fue prohibida por autoridades comunistas en China en 1952 por razón de ser una pseudociencia de la burguesía, semejante a lo que pasó en otros países comunistas (véase por ejemplo la historia de la sociología en la Unión Soviética o la sociología en Polonia). Se discriminó contra sociólogos ya existentes durante la Revolución Cultural. En 1979, el líder comunista Deng Xiaoping notó la necesidad de más estudios de la sociedad china y apoyó el restablecimiento de la disciplina. Este año, en marzo, la Asociación Sociológica China (ASC) se restableció. Desde entonces, la sociología ha sido aceptada comúnmente como un instrumento útil para el estado, y a menudo licenciados en sociología han sido empleados por instituciones gubernamentales. El restablecimiento del campo también fue ayudado por la cooperación creciente entre los sociólogos chinos y estadounidenses.
Sin embargo, la sociología sufrió otro contratiempo en China después de las Protestas de la Plaza de Tian'anmen de 1989. Se consideró la sociología una disciplina políticamente sensible, y fue reemplazada por la economía en el papel de consejero estatal primario de ciencia social. Durante los años recientes, con políticas socioeconómicas como la "sociedad armoniosa", la sociología se ha vuelto popular con los diseñadores de políticas chinas.